# Strč prst skrz krk

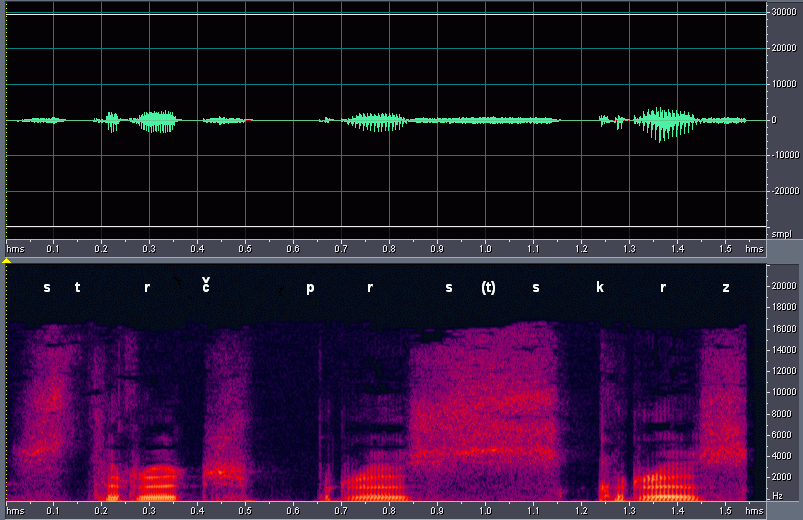
Wellenverlauf und Spektrogramm des Satzes.

Strč prst skrz krk (str̩tʃ pr̩st skr̩z kr̩k ⓘ dt. ‚Steck den Finger durch den Hals‘) mit stark gerolltem silbischen r ist ein tschechischer und slowakischer 15 Buchstaben langer Zungenbrecher, ein Schibboleth. Im Sprachunterricht für Nichtmuttersprachler wird dieser Satz oftmals benutzt, um die Aussprache slawischer Wörter ohne geschriebene Vokale in diesen Sprachen zu üben. 

## Geschichte und Rezeption
Der Zungenbrecher ist in Lehrbüchern seit Ende des 18. Jahrhunderts belegt. Er wurde häufig in deutschen und österreichischen Karikaturen als Klischee für die tschechische Sprache verwendet, etwa auf einer vom Bund der Deutschen in Niederösterreich verlegten antitschechischen Postkarte um 1910 (siehe Böhmischer Sprachenkonflikt), die auf den Ausruf „Deutsche, lernt Tschechisch“ des Bohemisten Franz Spina von 1905 reagiert.
Die Phrase dient auch als Motto der 1987 gegründeten Schweizer Kulturkritikzeitschrift La Distinction. Der Comic Tschechischer Zungenbrecher (2012) von Katz & Goldt handelt davon.

## Phonetik
Je nach Muttersprache sind die scheinbar vokallosen Wörter zunächst schwer aussprechbar. Im Tschechischen sind vokallose Wörter häufiger anzutreffen, da die Sonanten /r/ und /l/ silbisch sein können, also die Silbengipfelposition einnehmen können. Deshalb wird dieser Satz oftmals als Beispiel für einen „Satz ohne Vokale“ verwendet. 
Im Deutschen können Nichtvokale wie /n/ und /l/ zwar auch silbisch sein, aber ihre Silben haben keinen Rand, z. B. /es.n̩/ essen, /ap͡f.l̩/ Apfel, und nur in dialektalen Begriffen wie Dirndl werden sie orthographisch ohne vorangehenden Vokalbuchstaben geschrieben.
Der tschechische Schriftsteller Josef Richard Vilímek (1835–1911), Herausgeber der Satirezeitschrift Humoristické listy, verwendet den Zungenbrecher als Motto für seine humoristische Flugschrift Der Sprachenklangmesser in der böhmischen Orthographie. Sendschreiben eines böhmischen Philologen an einen deutschen Humoristen (1861). Darin listet er ähnliche Häufungen von Konsonanten im Deutschen auf und schließt mit einer Passage in tschechischer Transliteration: „Wir habn di Regl: ,Šrajb den Vokal nicht dort, wo Du denselbn nicht aussprichst‘“.

## Andere, ähnliche Sätze ohne geschriebene Vokale
Dieser Satz wird oft für den längsten tschechischen Satz ohne Vokalbuchstaben gehalten. Aber schon lange sind auch andere, noch viel längere bekannt:
- Smrž pln skvrn zvlhl z mlh.  ‚Die Morchel voll von Flecken ist von den Nebeln feucht geworden.‘ (21 Buchstaben)
- Chrt pln skvrn vtrhl skrz trs chrp v čtvrť Krč.  ‚Der Windhund voll von Flecken ist durch einen Büschel von Kornblumen in das Viertel Krč eingedrungen.‘ (35 oder 37 Buchstaben)
- Chrt pln skvrn zhltl hrst zrn. ‚Der Windhund voll von Flecken hat eine Handvoll Getreide verzehrt.‘ (23 oder 24 Buchstaben)
- Plch zdrhl skrz drn, prv zhltl hrst zrn. ‚Der Bilch ist durch den Erdklumpen abgehauen, davor hat er eine Handvoll Getreide verschlungen.‘ (30 oder 31 Buchstaben)
- Chrt zdrhl z Brd. Vtrhl skrz strž v tvrz srn, v čtvrť Krč. Blb! Prskl, zvrhl smrk, strhl drn, mrskl drn v trs chrp. Zhltl čtvrthrst zrn skrz krk, pln zrn vsrkl hlt z vln. Chrt brkl, mrkl, zmlkl. Zvlhls? ‚Der Windhund floh aus dem Brdy-Gebirge. Er stürmte durch eine Schlucht zu einer Futterkrippe im Stadtteil Krč. So ein Dummkopf! Er spuckte, schlug eine Fichte um, riss eine Grassode heraus und schmiss sie auf einen Kornblumenstrauß. Er schluckte eine viertelhandvoll Getreidekörner seinen Rachen hinunter, und als er voll mit Körnern war, schluckte er etwas Wasser [wörtlich ‚Wellen‘]. Der Windhund stolperte, zwinkerte, verstummte. Bist du feucht geworden?‘[9] (140 Buchstaben)
- Blb vlk pln žbrnd zdrhl hrd z mlh Brd skrz vrch Smrk v čtvrť srn Krč. ‚Nachdem ein dummer Wolf zuviel gesoffen hatte, flüchtete er stolz aus dem nebligen Brdy-Gebirge, über den höchsten Gipfel des Isergebirges, Smrk, bis ins Prager Stadtviertel Krč, in dem es viele Rehe gibt.‘[10]

## Tschechische Zungenbrecher mit Vokalen
Bekannt ist auch der Zungenbrecher, der das tschechische „ř“ thematisiert: Třista třicet tři stříbrných stříkaček stříkalo přes třista třicet tři stříbrných střech. ‚333 silberne Feuerspritzen spritzten über 333 silberne Dächer.‘